# Sal de Zeise
La sal de Zeise, también llamada tricloro(eteno)platinato(II) de potasio, es el compuesto químico con fórmula K[PtCl3(C2H4)]·H2O. Esta sal, pertenece a los llamados compuestos organometálicos. Su anión es estable al aire, exhibe una coloración amarilla y una geometría cuadrado planar respecto al átomo de platino.

## Historia
En 1827, el químico danés William Christopher Zeise aisló cristales amarillos estables tras efectuar el reflujo de la solución etanol-tetracloruro de platino, compuesto que formuló KCl·PtCl2·EtOH. En 1950 se estableció que la sal de Zeise es en realidad K[PtCl3(C2H4)]·H2O, que contiene una molécula de etileno coordinada, formada a partir de la deshidratación del etanol.

## Síntesis
En la actualidad la sal de Zeise se fabrica a partir de K2PtCl4 y C2H4:
[PtCl4]2- + CH2=CH2 + HCl → [Pt(C2H4)Cl3]- + Cl- + H2O
Comercialmente, se consigue como un hidrato. Una vía alterna de síntesis es empleando una cantidad catalítica de SnCl2 en vez de HCl. El agua de hidratación puede ser eliminada al vacío.

## Estructura
Se conoce la estructura del anión de la sal de Zeise. El etileno ocupa la cuarta posición de coordinación en el complejo cuadrado plano con el eje C-C perpendicular al plano platino-ligante. Con relación al etileno libre, el enlace C-C se elonga ligeramente (de 133.7 pm a 197.5 p. m.) y los hidrógenos se inclinan un poco hacia atrás con respecto al ordenamiento plano.
El enlace entre la molécula de etileno y el ion metálico puede considerarse como un enlace dativo σ a un orbital disponible en el metal. El tipo de enlace (que en ocasiones se denomina modelo de Dewar-Chatt-Duncanson), es análogo al de los complejos de monóxido de carbono y en él hay una donación σ del ligando al metal - donación de los electrones π del enlace C=C a un orbital dσ vacío del metal - y una donación π recíproca del metal al ligando - desde el orbital dπ hacia el LUMO del ligando, el orbital π* C=C -.